# Cenophengus debilis
Cenophengus debilis is een keversoort uit de familie Phengodidae. De wetenschappelijke naam van de soort is voor het eerst geldig gepubliceerd in 1881 door J.LeConte.